# Залізниця Аппенваєр — Страсбург
Залізниця Аппенваєр — Страсбург (нім. Bahnstrecke Appenweier–Strasbourg) — залізниця, що сполучає французьку станцію Страсбург-Головний із німецьким Райнтальбаном та швидкісною залізницею Карлсруе — Базель (між Оффенбургом і Баден-Баденом). Маршрут майже повністю двоколійний і повністю електрифікований.
Ця залізниця на середину 2020-х є однією з двох залізниць між Баден-Вюртембергом і Ельзасом , на яких регулярно курсують поїзди. 
Усі інші маршрути закриті. 
Лише окремі вантажні та регулярні місцеві залізничні пасажирські перевезення здійснюються через Ноєнбурзький міст в південному Бадені. 
З точки зору місцевого транспорту, як сполучення між Келем і Страсбургом, залізниця діє як відгалуження залізниці Північ-Південь, але в той же час має вирішальне транскордонне сполучення в Європі: вісь Париж — Будапешт.

## Маршрут
Залізниця відгалужується від Райнтальбану між Оффенбургом і Баден-Баденом на північ або на південь від залізничної станції Аппенваєр (раніше лише на південь). 
Після станції Кель маршрут перетинає Рейн і, таким чином, німецько-французький кордон.

## Операції
Відкриття LGV Est 20 вересня 2006 року, внесло зміни в місцеві та міжміські залізничні пасажирські перевезення після зміни розкладу 10 червня 2007 року. 
Відтоді на маршруті вперше курсують потяги TGV. 
Крім того, покращилося місцеве транспортне сполучення з Оффенбурга до Страсбурга.

### Міжміські перевезення

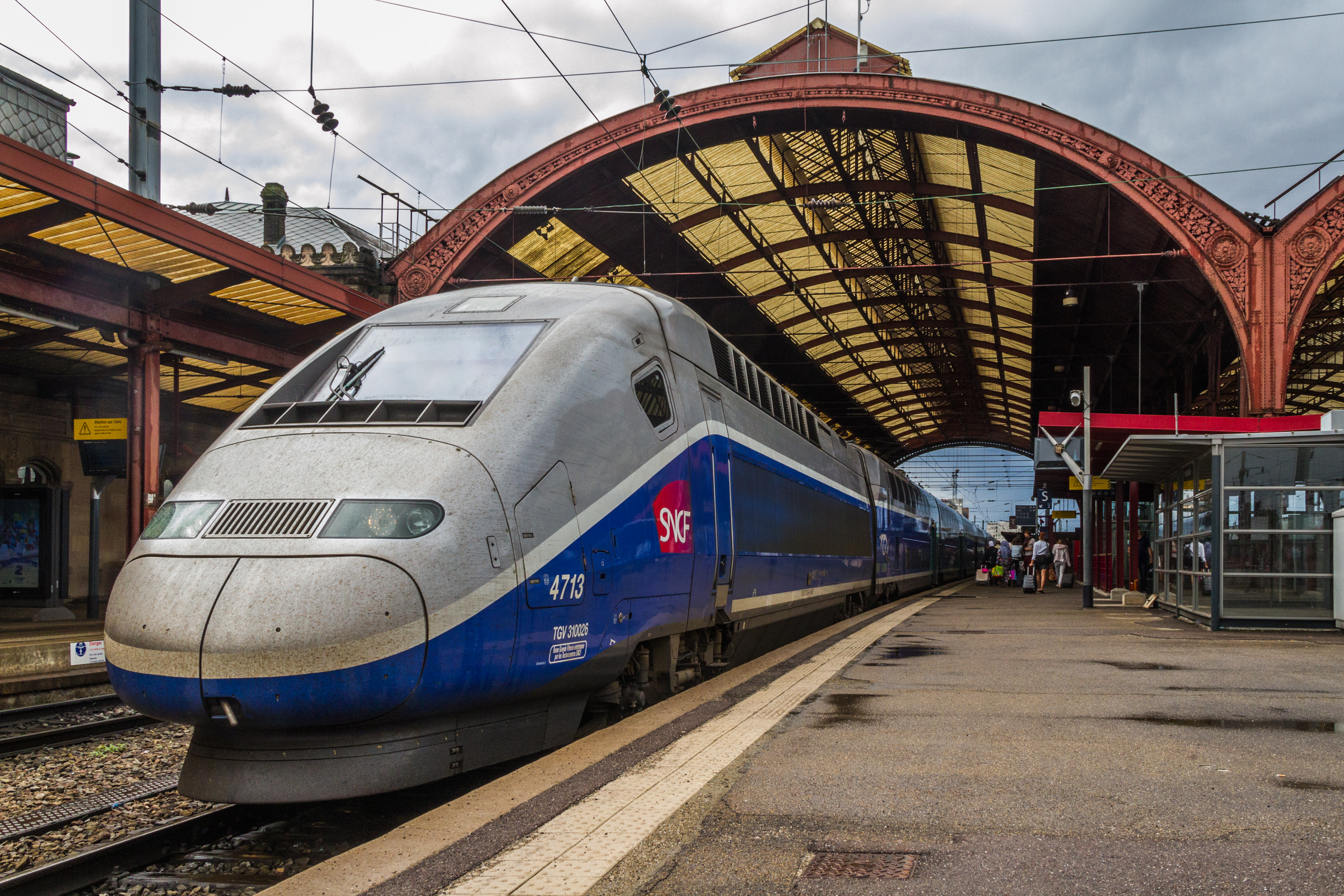
TGV на станції Страсбург

#### Денний трафік
Потяги далекого прямування прямують зі Страсбурга через «Аппенваєрську криву» північ до Баден-Бадена. 
Кілька пар поїздів TGV і ICE Sprinter курсують щодня, які з німецької сторони прямують до Мангайма, Франкфурта-на-Майні, Штутгарта або Мюнхена, а з французької сторони —  Париж-Східний, або раз на день до Марселя. 
Крім того, TGV курсує вранці з Фрайбурга через Оффенбург і Страсбург до Париж-Cхідний, який увечері прямує за маршрутом у зворотному напрямку. 
До грудня 2013 року між Страсбургом і Мюнхен-Центральний щодня курсувала пара поїздів Інтерсіті , які також зупинялися на станції Кель.

#### Рух нічних поїздів
EuroNight “Східний експрес”, який сполучав Страсбург із Відень-Західний, а також обслуговував Кель, скасований в грудні 2009 року. 
З грудня 2021 року ÖBB обслуговує цей маршрут між Парижем і Віднем як Nightjet. Рейс ÖBB Nightjet між Берліном і Парижем, запроваджено у грудні 2023 року. 
У 2011-19 рр. EN 452/453 (Париж–Москва) курсував із зупинкою в Страсбурзі.

### Регіональний трафік

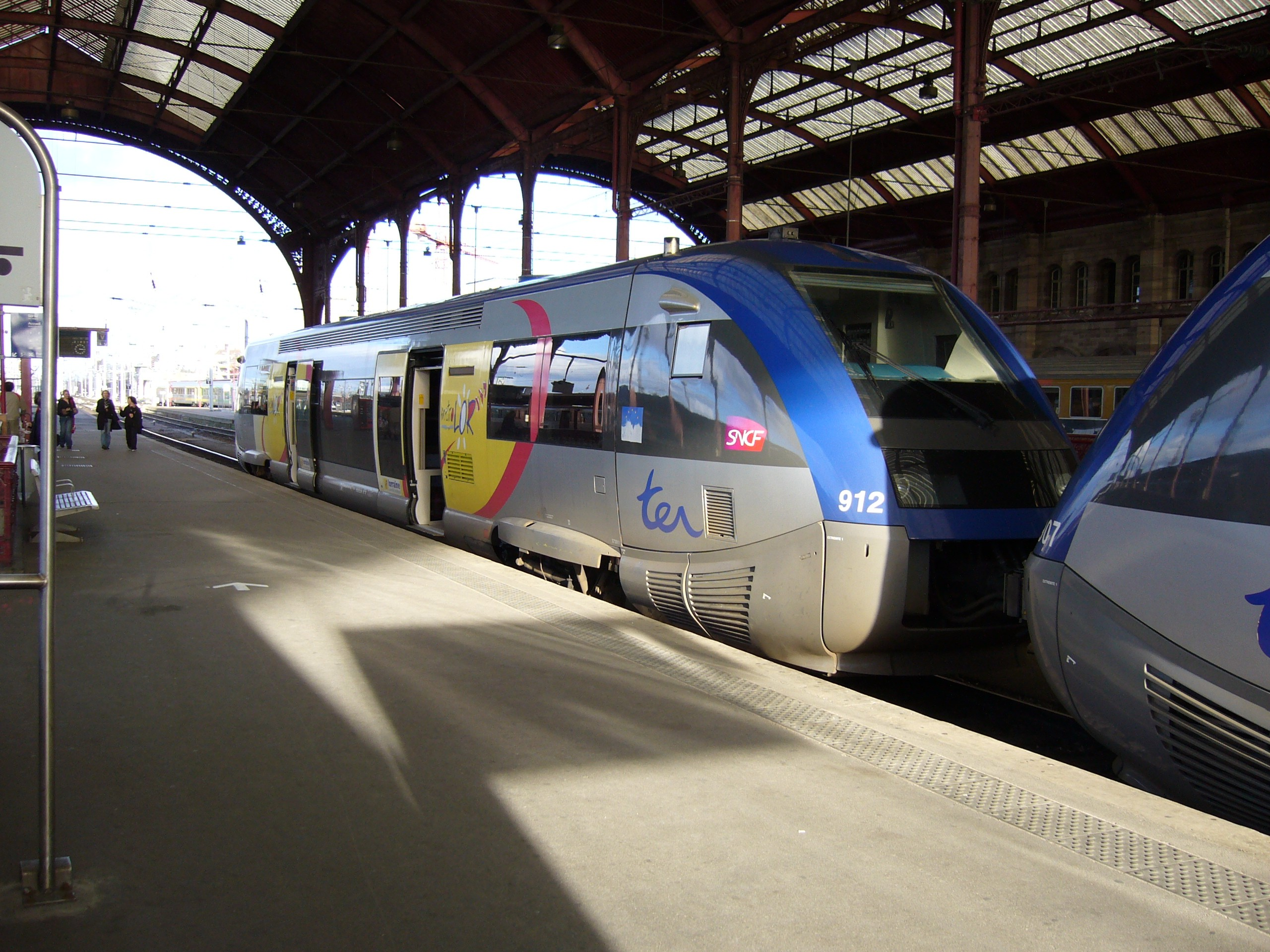
Регіональний поїзд SNCF на станції Страсбург до Келя та Оффенбурга

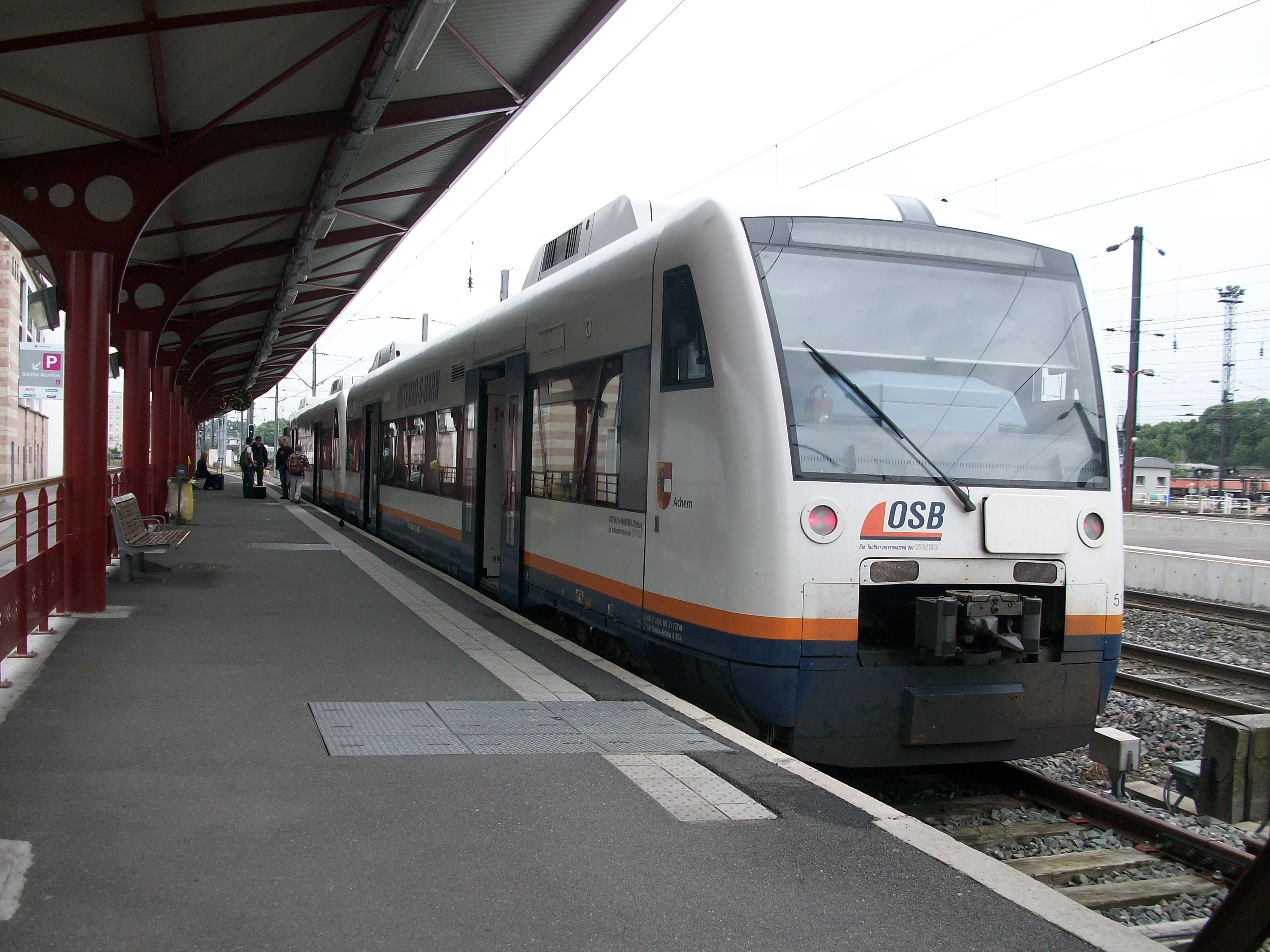
«Regio-Shuttle RS1» SWEG Ortenau-S-Bahn на головній колії 25 на станції Страсбург-Головний

Крім міжнародного міжміського сполучення, по цьому маршруту також курсують місцеві поїзди.
З моменту введення в експлуатацію високошвидкісної лінії між Парижем і Східною Францією 10 червня 2007 року SNCF погодився профінансувати значне покращення місцевих транспортних послуг між Оффенбургом і Страсбургом. 
Німецька сторона брала участь на короткій дистанції від Келя до кордону в Брюкенмітте.
Більшість поїздів, які раніше курсували лише до Келя, згодом подовжено до Страсбурга, з півгодинним інтервалом між Оффенбургом і Страсбургом у години пік у будні. 
Станом на 2023 рік існує до 24 щоденних залізничних рейсів через Рейн в обох напрямках у будні дні та до 15 рейсів у вихідні. 
Маршрут більшості поїздів: Оффенбург — Страсбург. 
У 2003-07 рр. також існував безпересадний рейс з Оффенбурга через Страсбург до Саарбрюккена через територію Франції. 

Місцеві транспортні послуги надаються трьома різними залізничними компаніями: потяги Deutsche Bahn AG і SNCF курсують як Regionalbahn. Вони приводяться в рух французькими дизельними агрегатами X 73900, які оснащені французькою та німецькою технологією безпеки. 
На додаток до регіональних поїздів SNCF і Deutsche Bahn, SWEG Südwestdeutsche Landesverkehrs в основному здійснює регіональні маршрутні перевезення.